# Нижние Кичи
Нижние Кичи — посёлок в Таштагольском районе Кемеровской области. Входит в состав Усть-Кабырзинского сельского поселения.

## География
Центральная часть населённого пункта расположена на высоте 474 метров над уровнем моря.

## Население
По данным Всероссийской переписи населения 2010 года, в посёлке Нижние Кичи проживает 17 человек (9 мужчин, 8 женщин).